# 内湖区

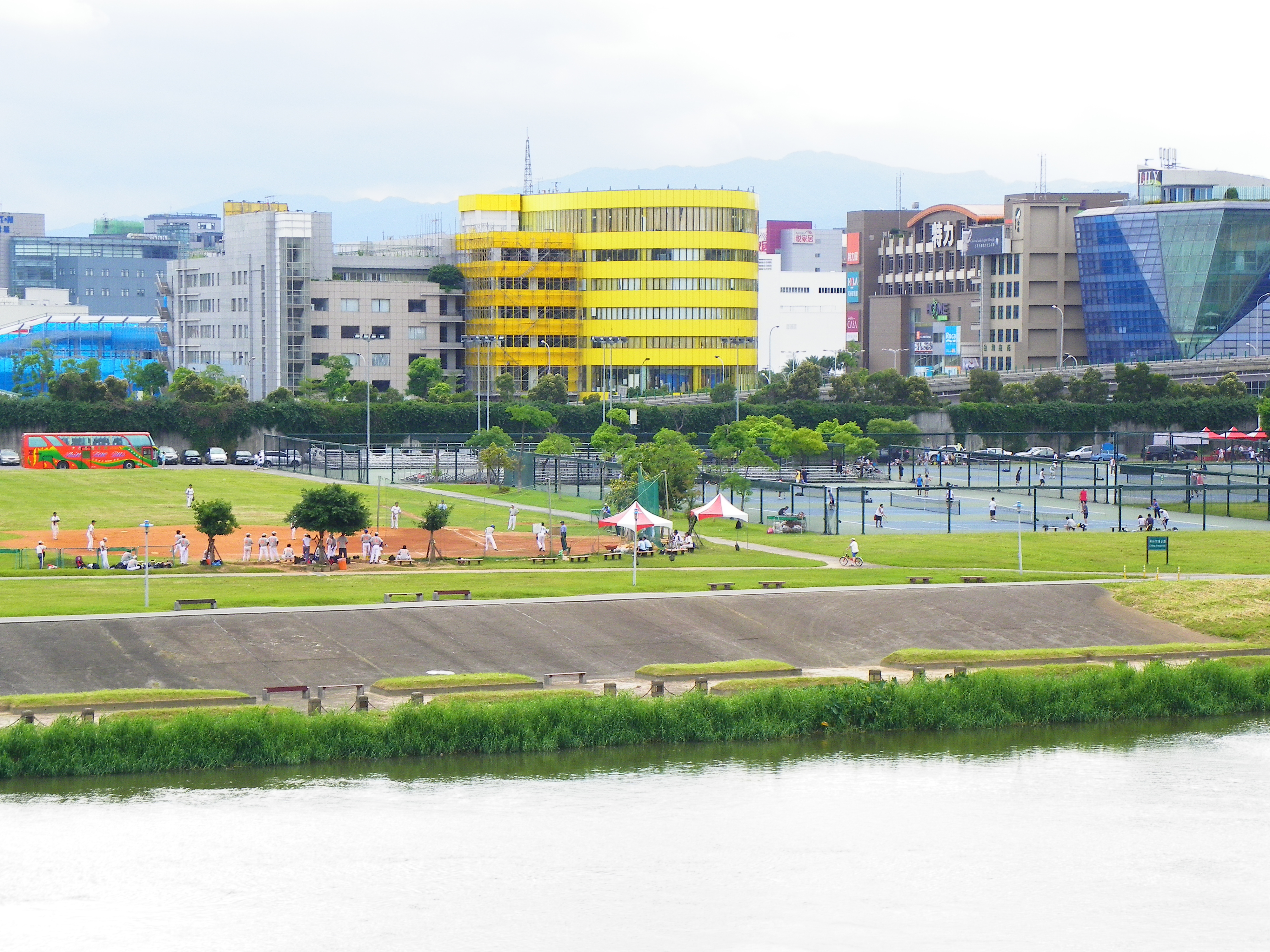
松山区との区境にある民権大橋から望む基隆河畔の彩虹河浜公園

内湖区（ネイフー/ないこ-く）は、台北市の市轄区。

## 歴史
- 1920年、台湾の地名整理が実施された際に台北州七星郡内湖庄（中国語版）となる
- 1945年、台湾光復に伴って内湖郷に再編
- 1967年、台北市が院轄市（現：直轄市）に昇格した際に台北市に編入され、内湖区が成立

## 下部行政区域
| 地区 | 里                                                                                             |
| ---- | ---------------------------------------------------------------------------------------------- |
| 東湖 | 五分里、安泰里、明湖里、金湖里、康寧里、楽康里、内溝里、安湖里、東湖里、南湖里、葫洲里、芦洲里 |
| 西湖 | 西安里、西湖里、港富里、港墘里、西康里、港都里、港華里、麗山里                                 |
| 金龍 | 大湖里、金瑞里、秀湖里、碧山里、内湖里、金龍里、湖浜里                                         |
| 湾仔 | 石潭里、湖興里、湖元里、宝湖里                                                                 |
| 洲尾 | 行善里、週美里                                                                                 |
| 紫陽 | 清白里、紫雲里、瑞光里、紫星里、紫陽里、瑞陽里                                                 |

## 教育

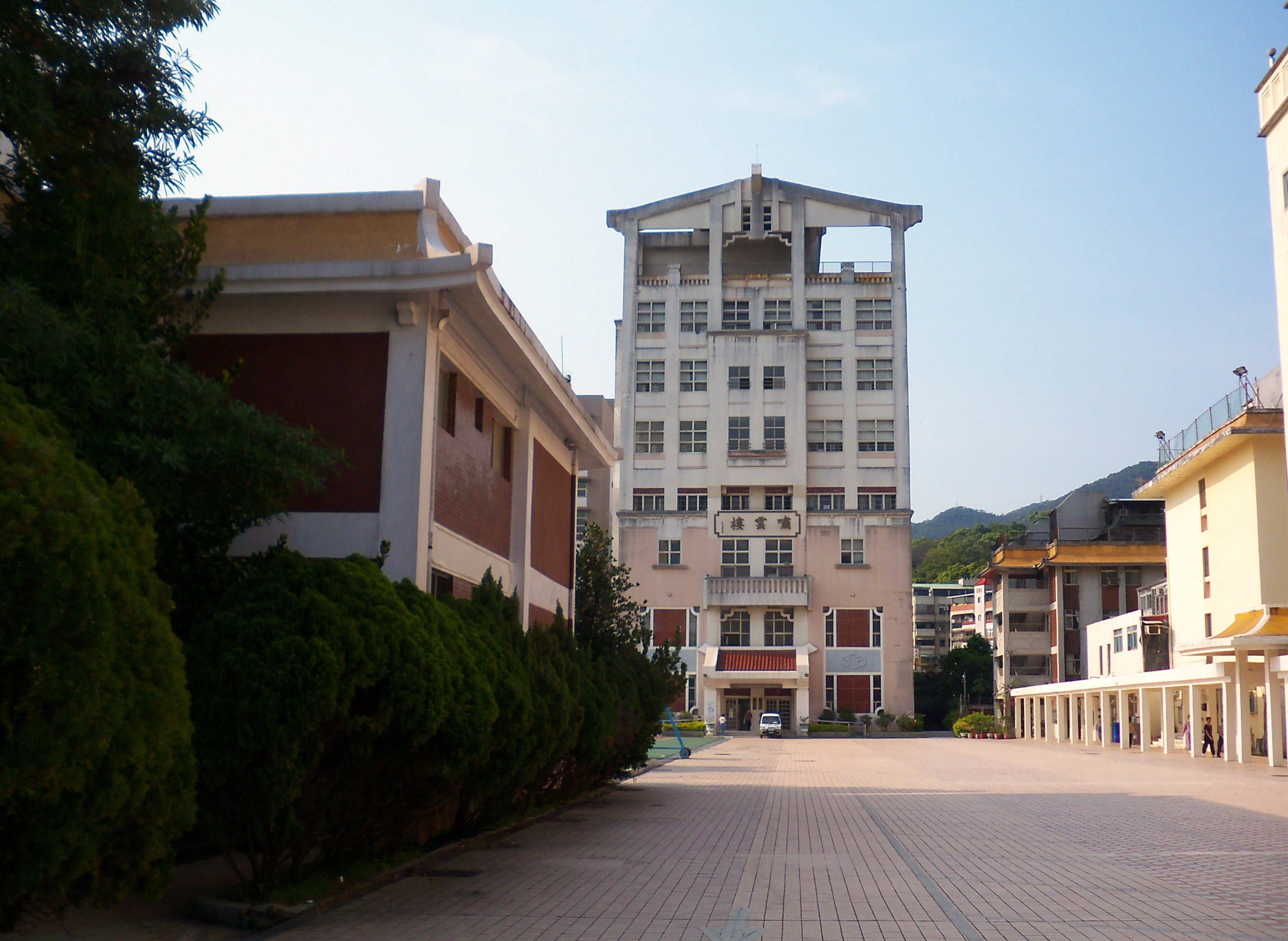
国立台湾戲曲学院内湖キャンパス

### 大学
- 国防医学院

### 技術学院
- 徳明財経科技大学
- 国立台湾戲曲学院
- 康寧医護曁管理専科学校

### 高級専職学校
- 私立恕徳家商
- 台北市立内湖高級工業職業学校

### 高級中学
- 台北市立内湖高級中学
- 台北市立麗山高級中学
- 台北市立南湖高級中学
- 私立文徳女子高級中学
- 私立方済高級中学
- 私立達人女子高級中学

### 国民中学
- 台北市立内湖国民中学
- 台北市立麗山国民中学
- 台北市立三民国民中学
- 台北市立西湖国民中学
- 台北市立東湖国民中学
- 台北市立明湖国民中学
- 私立方済高級中学附属国中部
- 私立達人女子高級中学附属国中部

### 国民小学
- 台北市立内湖国民小学
- 台北市碧湖国民小学
- 台北市立潭美国民小学
- 台北市立東湖国民小学
- 台北市立西湖国民小学
- 台北市立康寧国民小学
- 台北市立明湖国民小学
- 台北市立新湖国民小学
- 台北市立文湖国民小学
- 台北市立大湖国民小学
- 台北市立南湖国民小学
- 台北市立麗湖国民小学
- 台北市立麗山国民小学

### 幼稚園
- 台北市立湖国民小学付属幼稚園
- 台北市立康寧国民小学付属幼稚園
- 台北市立南湖国民小学付属幼稚園
- 台北市立新湖国民小学付属幼稚園
- 台北市立内湖国民小学付属幼稚園
- 台北市立東湖国民小学付属幼稚園
- 台北市立碧湖国民小学付属幼稚園
- 台北市立明湖国民小学付属幼稚園
- 台北市立文湖国民小学付属幼稚園
- 台北市立麗山国民小学付属幼稚園
- 台北市立西湖国民小学付属幼稚園
- 台北市立潭美国民小学付属幼稚園
- 台北市立麗湖国民小学付属幼稚園
- 恕徳家商附幼
- 北大内湖幼稚園
- 成美幼稚園
- 華泰幼稚園
- 新上幼稚園
- 奥斯福爾幼稚園
- 文心幼稚園
- 心恵幼稚園
- 幼新幼稚園
- 東湖幼稚園
- 福祿貝爾幼稚園
- 立湖幼稚園
- 潭美幼稚園
- 新力幼稚園
- 民祥幼稚園
- 恵光幼稚園
- 嘉恩幼稚園

## 交通
| 種類     | 路線名  | 駅又はIC等設備名称                                   |
| -------- | ------- | ---------------------------------------------------- |
| 台北捷運 | 内湖線  | 東湖駅 葫洲駅 大湖公園駅 内湖駅 文徳駅 港墘駅 西湖駅 |
| 高速道路 | 国道1号 | 堤頂交流道・内湖交流道・東湖交流道                   |

## 観光

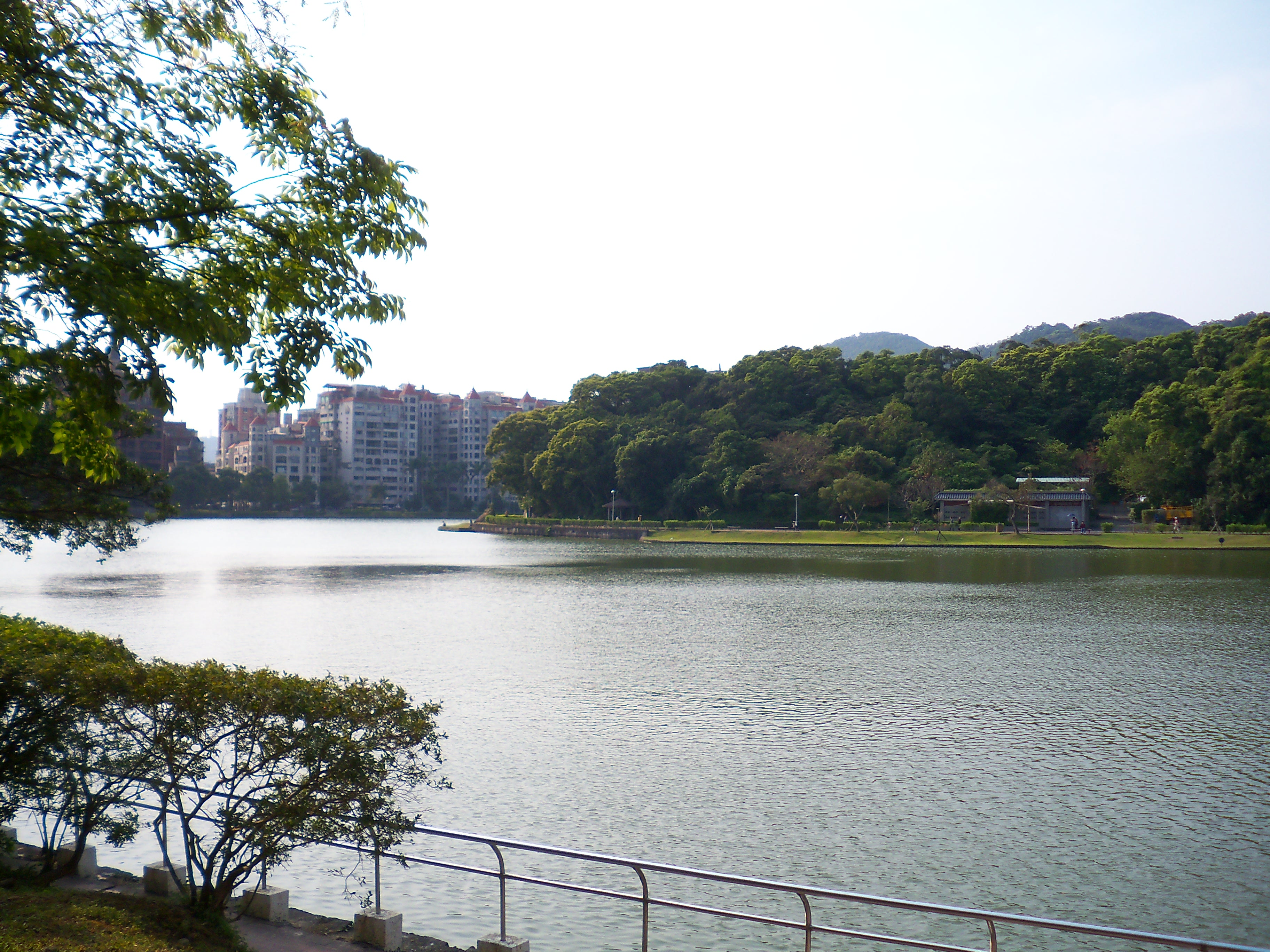
碧湖公園

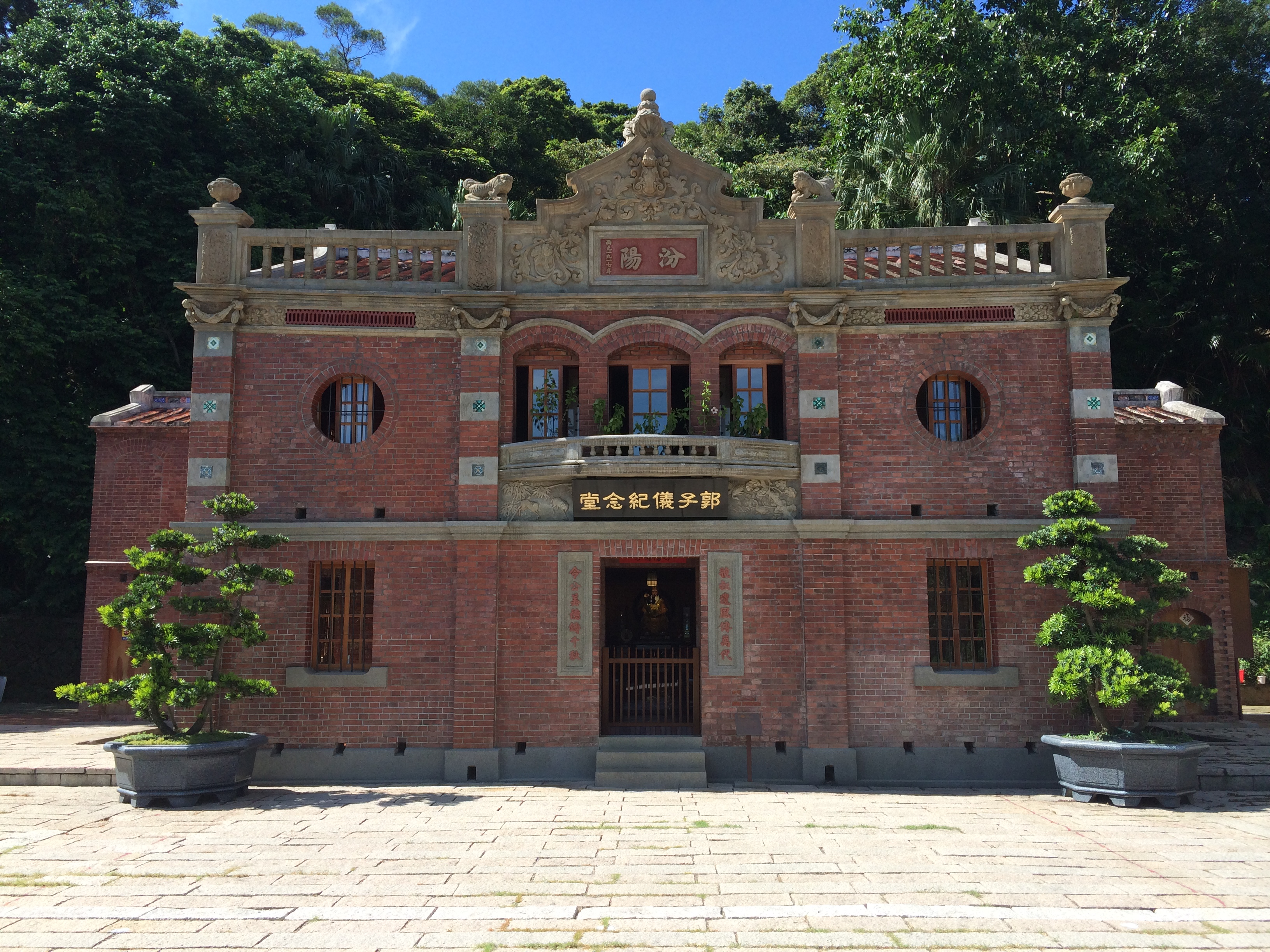
内湖郭氏古宅（郭子儀記念堂）

### 名勝
- 碧山巌開漳聖王廟（中国語版）
- 金竜禅寺（中国語版）
- 峰碧山円覚寺（中国語版）
- 恒光精舍
- 竜船岩（石船）

### 公園
- 大湖公園（中国語版）
- 碧湖公園（中国語版）
- 彩虹河浜公園
- 成美右岸河浜公園
- 南湖右岸河浜公園
- 成功公園
- 清白公園

### 古跡
三級古跡
- 林秀俊墓（中国語版）：1774年建

直轄市訂古跡
- 郭子儀紀念堂（中国語版）：1919年建
- 内湖庄役場会議室（中国語版）：1930年建
- 北勢湖清代採石場（中国語版）：1877年建